# Тертицкий, Константин Маркович
Константин Маркович Тертицкий (род. 20 марта 1965, Москва) — российский и израильский синолог, доктор исторических наук. 

## Биография
Окончил Институт стран Азии и Африки при МГУ (ИСАА МГУ, 1988). Научный сотрудник Института Дальнего Востока РАН (1992—1996), научная стажировка: Тайвань (1992—1993). В 2004-2021 гг. зав. кафедрой истории Китая ИСАА МГУ. В 2021-2022 гг. главный научный сотрудник Института классического Востока и античности Высшей школе экономики (НИУ ВШЭ). 
С 2023 года научный сотрудник Тель-Авивского университета.

## Научная деятельность
Область научных интересов включает изучение китайских религиозных верований, истории Тайваня и социокультурных проблем российско-китайских контактов. Автор монографий, статей в научных журналах, соавтор коллективного шеститомного труда «Всемирная история».

### Монографии
- Тертицкий К. М. Социокультурные характеристики индивида в системе китайской цивилизации. М.: ИНИОН РАН, 1992. 46 с.
- Тертицкий К. М. Китайцы: традиционные ценности в современном мире. М.: ИСАА МГУ, 1994. 347 с.
- Тертицкий К. М. Китайские синкретические религии в XX веке. М.: Издательская фирма «Восточная литература» РАН, 2000. 415 с. ISBN 5-02-017961-2
- Тертицкий К. М., Белогурова А. Э. Тайваньское коммунистическое движение и Коминтерн (1924—1934). М.: Издательство «Восток-Запад», 2005. 623 с. ISBN 5-478-00152-X. Переиздана на китайском:臺灣共產主義運動與共產國際（1924-1932）研究·檔案. 臺北: 中央研究院臺灣史研究所(Издательство Института истории Тайваня Академии Синика), 2010. 542 с. ISBN 978-986-02-3825-9
- Тертицкий К. М. Китай: Весны и осени последней империи // Всемирная история: в 6 томах. — М.: Наука, 2013. — Т. 4. Мир в XVIII веке. — С. 457—497. — 787 с. — ISBN ISBN 978-5-02-038037-0.

### Статьи
- Konstantin Tertitski, Fyodor Tertitskiy. The Personal File of Jin Richeng (Kim Il-sung): New Information on the Early Years of the First Ruler of North Korea / в журнале ACTA KOREANA, издательство Academia Koreana, Keimyung University (Republic of Korea), 2019, том 22, № 1, с. 111—128
- Тертицкий К. М. Китайская Кяхта / в журнале Вестник Московского университета. Серия 13. Востоковедение, издательство Изд-во Моск. ун-та (М.), 2018, № 4, с. 56-69
- Тертицкий К. М. Журнал секретных наблюдений / в журнале Восточная коллекция, издательство Рос.гос.б-ка (М.), 2003, № 1, с. 64, 75
- Тертицкий К. М. Религиозная ситуация в Китае / в журнале Проблемы Дальнего Востока, издательство Федеральное государственное бюджетное учреждение «Российская академия наук» (Москва), 1993, № 6, с. 50-56
- Тертицкий К. М. Изучение китайской традиционной культуры в КНР / в журнале Восток (Oriens), издательство Федеральное государственное бюджетное учреждение «Российская академия наук» (Москва), 1991, № 6, с. 166—174

### Преподавание
Читал курсы по этнологии и истории Китая в НИУ ВШЭ, ИСАА МГУ, ИВКА РГГУ.